# 2002年11月逝世人物列表
2002年逝世人物列表：1月 - 2月 - 3月 - 4月 - 5月 - 6月 - 7月 - 8月 - 9月 - 10月 - 11月 - 12月
2002年11月逝世人物列表，是用於匯總2002年11月期間逝世人物的列表。

## 依日期排序

### 1日
- 埃克雷姆·阿庫加爾（Ekrem Akurgal），91歲，土耳其考古學家。[1]
- 伊斯雷尔·埃米尔，99歲，以色列空軍司令。
- 爱德华·布鲁克，85歲，加拿大奧運擊劍運動員（1952年夏季奧運會：男子花劍，男子重劍）。[2]
- 阿馬杜·西塞·迪亞（Amadou Cissé Dia），87歲，塞內加爾政治家和劇作家。
- 凱特·雅尼克，79歲，德國戲劇和電影女演員。[3]
- 本傑明·基恩（Benjamin Keen），89歲，美國歷史學家，專門研究拉丁美洲殖民地的歷史。
- 莱斯特·摩根，26歲，哥斯大黎加職業足球守門員，自殺。
- Keith A. Wester，62歲，美國音響工程師（The Rock、Air Force One、Armageddon）。[4]

### 2日
- 布萊恩·貝漢，75歲，愛爾蘭作家和劇作家，布蘭登·貝漢（Brendan Behan）的弟弟。[5]
- 羅伯特·哈斯拉姆，哈斯拉姆男爵，79歲，英國實業家和終身同齡人。[6]
- 羅烈，63歲，香港演員，心臟病發作。[7]
- 費利西蒂·皮克（Felicity Peake），89歲，英國皇家空軍女子主任。[8]
- 托尼奧·塞爾瓦特（Tonio Selwart），106歲，巴伐利亞演員和百老匯表演者。[9]
- 查理斯·謝菲爾德（Charles Sheffield），67歲，英國出生的美國科幻作家和物理學家。[10]

### 3日
- 烏爾麗卡·巴比亞科娃，26 歲，斯洛伐克天文學家和小行星發現者，意外。
- 朗尼·多尼根（Lonnie Donegan），71歲，英國小艇音樂家（《洛克島線》（Rock Island Line）《約翰·亨利》（John Henry）），心臟病發作。[11]
- 約翰·哈巴谷克，87 歲，英國經濟歷史學家。[12]
- 喬納森·哈裡斯，87 歲，美國演員（《迷失太空》、《蟲蟲特工隊》、《第三個人》），心力衰竭。[13]
- William M. Packard，69 歲，美國詩人和作家。[14]

### 4日
- 拉烏爾·迪亞涅（Raoul Diagne），91歲，法國足球運動員。[11]
- 安東尼奧·馬格裡蒂，72歲，義大利電影製片人，心臟病發作。[12]
- 胡安·阿勞霍·皮諾（Juan Araújo Pino），81歲，西班牙足球運動員。
- 瑪律科姆·羅斯（Malcolm Ross），91歲，加拿大文學評論家，肺炎。[13]
- 傑里·索爾，88歲，美國電視編劇和科幻作家。[14]
- 羅斯·威爾遜，83歲，加拿大冰球教練（底特律紅翼隊）。[15]

### 5日
- Vinnette Justine Carroll，80 歲，美國百老匯導演（《Don't Bother Me》、《I Can't Cope》、《Your Arms Too Short to Boxwith God》）。[20]
- 安斯利·科爾（Ansley J. Coale），84歲，美國人口統計學家。[21]
- 比利·蓋伊（Billy Guy），66歲，美國歌手。[22]
- Bunjaku Han，54 歲，臺灣女演員，癌症併發症。
- 華金·納瓦羅·佩羅納 （Joaquín Navarro Perona），81 歲，西班牙足球運動員。[23]
- Arthur Winfree，60 歲，美國理論生物學家，以研究生物振蕩而聞名。[24]

### 6日
- 阿方索·馬丁內斯·多明格斯（Alfonso Martínez Domínguez），80歲，墨西哥州長。
- 福尔克·弗勒伦，94歲，瑞典奧運馬術運動員（1952年夏季奧運會馬術）。[16]
- 蜜雪兒·馬傑魯斯（Michel Majerus），35歲，盧森堡藝術家，在盧森堡航空9642航班上遇難。[17]
- 席德·薩克森（Sid Sackson），82歲，美國棋盤遊戲設計師。[18]
- Gianluca Signorini，42歲，義大利足球運動員，肌萎縮側索硬化症。[19]
- Joginder Singh，62歲，印度曲棍球運動員和奧運冠軍。[20]
- 斯特凡·瓦格納（Stefan Wagner），89歲，奧地利足球運動員。

### 7日
- 鲁道夫·奥格斯坦（Rudolf Augstein），79歲，德國記者和出版商，《明鏡周刊》創始人，肺炎。[21]
- 查理斯·漢布羅，漢布羅男爵，72歲，英國商業銀行家和政治籌款人。
- 迪利斯·哈姆萊特，74歲，英國女演員。[22]
- 詹姆斯·格裡爾·米勒，86歲，美國生物學家，系統科學的先驅。
- 佩格·菲力浦斯，84歲，美國女演員（Northern Exposure），肺部疾病。[23]
- Tino Sabbadini，74歲，法國公路自行車賽車手。[24]
- 佩德羅·胡安·索托，74歲，波多黎各作家，被員警殺害。[25]

### 8日
- 湯姆·巴林頓，58歲，美國橄欖球運動員（俄亥俄州立大學，華盛頓紅皮隊，新奧爾良聖徒隊）。[26]
- 喬恩·埃利亞（Jon Elia），70歲，巴基斯坦馬克思主義者。
- Querube Makalintal，91歲，菲律賓最高法院首席大法官。
- 魯道夫·諾爾特，81歲，德國電影導演、戲劇導演和歌劇導演。[27]
- 佐伊·奧爾登堡（Zoé Oldenbourg），86歲，俄羅斯出生的法國歷史學家和小說家。[28]
- 克裡斯托弗·帕森斯（Christopher Parsons），70歲，英國野生動物電影製片人和製片人。[29]
- 柯召，92歲，中國數學家。

### 9日
- Adrian Aeschbacher，90 歲，瑞士古典鋼琴家。[39]
- 比爾·巴克斯特，78 歲，蘇格蘭足球運動員。[40]
- Jan Hulsker，95 歲，荷蘭藝術史學家。
- 理查·傑弗里 （Richard Jeffrey），76 歲，美國哲學家、邏輯學家和概率論家，肺癌。[41]
- 克里夫·巴頓，79 歲，美國職業橄欖球運動員（費城老鷹隊、芝加哥紅雀隊）。[42]
- 梅林·桑塔納（Merlin Santana），26歲，美國演員（《史蒂夫·哈威秀》（The Steve Harvey Show）、《過得去》（Getting By）、《考斯比秀》（The Cosby Show）），被槍殺。[43]
- 威廉·舒茨，76 歲，美國心理學家。
- 尤西比奧·特赫拉（Eusebio Tejera），80歲，烏拉圭足球運動員。[44]

### 10日
- 蜜雪兒·博伊斯隆德 （Michel Boisrond），81 歲，法國電影導演和編劇，以執導《頑皮女孩》中的碧姬·芭鐸 （Brigitte Bardot） 而聞名。[45]
- 安妮-瑪麗·布魯紐斯 （Anne-Marie Brunius），86 歲，瑞典電影女演員。
- Franco Fantasia，78 歲，義大利演員。
- 約翰尼·格裡菲斯，66 歲，美國音樂家，心臟病發作。
- 埃米爾·奧利維耶 （Émile Ollivier），62 歲，海地裔加拿大作家。[46]
- 肯·拉芬斯伯格，85 歲，美國棒球運動員（聖路易斯紅雀隊、芝加哥小熊隊、費城費城人隊、辛辛那提紅人隊/紅腿隊）。[47]
- 葉夫根尼·斯科莫羅霍夫，57 歲，俄羅斯足球教練和球員。
- Gert Westphal，82 歲，德裔瑞士演員、表演者和導演，癌症。[48]

### 11日
- 弗朗西斯·艾姆斯，82歲，南非神經學家、精神病學家和人權活動家，白血病。
- 邁克爾·克拉珀姆爵士，90歲，英國實業家。[30]
- 佐伊·杜科斯（Zoe Ducós），74歲，阿根廷女演員。
- Pietro Giudici，81歲，義大利賽車手。[31]
- 埃絲特·拉齊爾-諾爾（Esther Raziel-Naor），90歲，以色列猶太復國主義者，伊爾貢領導人和政治家。
- 瑪西婭·范·戴克，80歲，美國小提琴家和女演員。
- 劉永國，86歲，韓國抽象藝術家。[32]

### 12日
- 威廉·華萊士·巴倫（William Wallace Barron），90歲，美國政治家（西弗吉尼亞州第26任州長），起訴並承認陪審團干預。[33]
- 葛籣·多布斯（Glenn Dobbs），82歲，美國橄欖球運動員（布魯克林道奇隊，洛杉磯唐斯隊）和大學橄欖球教練（塔爾薩大學）。[34]
- 萊斯特·霍爾茨曼（Lester Holtzman），89歲，美國法學家和政治家。
- 約翰內斯·科科雷爾（Johannes Kerkorrel），42歲，南非創作歌手、記者和劇作家，上吊自殺。[35]
- Nicholas Mukomberanwa，62歲，辛巴威雕塑家。

### 13日
- 弗雷德里克·瓦倫丁·阿特金森（Frederick Valentine Atkinson），86歲，英國數學家（阿特金森定理，阿特金森-威爾科克斯定理）。[36]
- 比爾·貝瑞（Bill Berry），72歲，美國爵士小號手（艾靈頓公爵管弦樂團，比爾·貝瑞和洛杉磯樂隊）。[37]
- 亞歷山德魯·德拉戈米爾，86歲，羅馬尼亞哲學家。
- 羅蘭·漢納（Roland Hanna），70歲，美國爵士鋼琴家，作曲家和教師，病毒感染。[38]
- 卡洛吉·納拉亞納·拉奧（Kaloji Narayana Rao），88歲，印度詩人、自由鬥士和政治活動家。
- Siri Rom，84歲，1918-2002年挪威女演員。
- 57歲的猶太保衛聯盟（Jewish Defence League）加拿大主席歐文·魯賓（Irv Rubin）倒下了。
- 胡安·阿爾貝托·斯克亞菲諾（Juan Alberto Schiaffino），77歲，義大利-烏拉圭足球運動員。
- 瑞詩凱詩·沙哈（Rishikesh Shaha），77歲，尼泊爾作家、政治家和人權活動家。
- 邁克爾·斯圖爾特（Michael Stewart），57歲，美國音樂家、詞曲作者和製作人，自殺。

### 14日
- 埃迪·布拉肯（Eddie Bracken），87歲，美國演員（《征服英雄萬歲》，《摩根溪的奇跡》，《國家嘲諷的假期》），手術併發症。[39]
- 勒內·梅倫德斯·布里托（René Meléndez Brito），73歲，智利足球運動員，癌症。
- 沃爾特·克羅克（Walter Crocker），100歲，澳大利亞外交官、作家和退伍軍人。[40]
- 詹姆斯·亨德里克斯（James R. Hendrix），77歲，美國陸軍中士，榮譽勳章獲得者，癌症。[41]
- Gourish Kaikini，90歲，印度文學家、教師和專欄作家。[42]
- 埃琳娜·尼古拉迪（Elena Nikolaidi），93歲，希臘裔美國歌劇歌手和教師。[43]
- Gedong Bagus Oka，81歲，印尼印度教改革家和哲學家。[44]
- 米爾·卡齊（Mir Qazi），38歲，巴基斯坦罪犯，注射死刑。
- 戴爾·愛默生·薩菲爾斯（Dale Emerson Saffels），81歲，美國律師、立法者和地區法官。[45]
- Manohar Singh，64歲，印度電影和戲劇演員兼導演，肺癌。

### 15日
- W. J. Burley，88歲，英國犯罪作家。
- 安德列·克洛特（André Clot），93歲，法國歷史學家和散文家。[46]
- 伯特·格拉內特（Bert Granet），92歲，美國作家和電視製片人。[47]
- 邁拉·辛德利（Myra Hindley），60歲，英國連環殺手，心血管疾病。[48]
- 孫基禎，90歲，韓國奧運運動員和長跑運動員，肺炎。
- 特裡·肯德爾（Terry Kendall），55歲，紐西蘭高爾夫球手，汽車起火。
- 瑪麗·梅格斯（Mary Meigs），85歲，美國畫家和作家。[49]
- 約翰·約瑟夫·斯圖爾特（John Joseph Stewart），79歲，紐西蘭橄欖球教練，癌症。

### 16日
- 拉姆利·艾哈邁德，46歲，馬來西亞奧運短跑運動員（1976年夏季奧運會：男子100米，男子200米），中風。[50]
- 喬治·巴里（George Barrie），90歲，美國商人（Fabergé Inc.的所有者和首席執行官）和詞曲作者（兩次獲得奧斯卡最佳原創歌曲獎提名）。[51]
- 史蒂夫·德巴諾（Steve Durbano），50歲，加拿大冰球運動員（匹茲堡企鵝隊，聖路易斯藍調隊），肺癌。[52]
- 湯姆·法裡斯（Tom Farris），82歲，美國職業橄欖球運動員（威斯康星大學，芝加哥熊隊，芝加哥火箭隊）。[53]
- 乔治·加德纳（George Gardiner），67歲，英國政治家。
- 阿爾弗雷德·路易斯·萊維特（Alfred Lewis Levitt），86歲，美國影視編劇，心力衰竭。[54]
- 西马·米洛瓦诺夫，79歲，塞爾維亞足球運動員和經理。[55]
- 弗兰克·史密斯（Frank Smithies），90歲，英國數學家。

### 17日
- 赵重勋，韩国企业家，韩进集团创始人。
- 阿巴·埃班（Abba Eban），88歲，以色列外交部長，駐美國大使，駐聯合國大使[56]
- 弗蘭克·麥卡錫（Frank McCarthy），78歲，美國藝術家和畫家，肺癌。[57]
- Marvin Mirisch，84歲，美國電影製片人，癌症。[58]
- Akshaya Mohanty，65歲，印度歌手、音樂家和作家。
- Chagdud Tulku Rinpoche，72歲，金剛乘藏傳佛教藏傳佛教的藏族導師。

### 18日
- Bolot Beishenaliev，65歲，蘇聯電影攝影師，電影和戲劇演員。
- 安格斯·卡梅倫（Angus Cameron），93歲，美國圖書編輯和出版商，因在麥卡錫時代被列入黑名單而聞名。[59]
- 詹姆士·柯本（James Coburn），74歲，美國演員（《壯麗七人組》，《大逃亡》，《苦難》），奧斯卡獎得主（1999年），心臟病發作。[60]
- 弗朗切斯科·马蒂诺（Francesco De Martino），95歲，義大利法學家和政治家，被認為是義大利社會黨的良心。[61]
- 金·加拉格爾（Kim Gallagher），38歲，美國中長跑運動員，中風。[62]
- 伊迪絲·赫希·盧欽斯（Edith Hirsch Luchins），80歲，波蘭裔美國數學家。
- 帕斯夸莱·维沃洛，74歲，義大利足球運動員。
- Juliusz Wyrzykowski，56歲，波蘭電影和舞台演員。
- Zaldy Zshornack，64歲，菲律賓演員。

### 19日
- Vito Ciancimino，78歲，義大利政治家（西西里島巴勒莫市長）和黑手黨成員，心臟病發作。[63]
- 喬治·富勒頓（George Fullerton），79歲，南非板球運動員。[64]
- K. M. George，88歲，印度作家和教育家。[65]
- 馬克斯·萊因哈特（Max Reinhardt），86歲，英國出版商。[66]
- 讓-克洛德·雷納爾（Jean-Claude Renard），80歲，法國詩人。
- 安德列·羅克（André Roch），96歲，瑞士登山家、雪崩研究員和作家。[67]
- 哈裡·沃森（Harry Watson），79歲，加拿大職業曲棍球運動員（底特律紅翼隊、多倫多楓葉隊、芝加哥黑鷹隊）。[68]

### 20日
- 卡基·阿薩蒂亞尼（Kakhi Asatiani）55歲，喬治亞足球運動員兼經理，被槍擊。[69]
- 比利·戈爾茨（Billy Goelz），84歲，美國職業摔跤手、布克和教練。
- 喬治·蓋斯特（George Guest），78歲，英國管風琴家和合唱團指揮。[70]
- Niddy Impekoven，98歲，德國舞蹈家和演員。[71]
- 韋伯斯特·路易斯（Webster Lewis），59歲，美國爵士樂和迪斯科作曲家，編曲家和鍵盤手，肺炎和糖尿病。[72]
- 瑪吉塔·懷特（Margita White），65歲，理查·尼克鬆（Richard M. Nixon）和傑拉爾德·福特（Gerald R. Ford）時期的美國白宮新聞官員。[73]

### 21日
- 羅伯特·布倫塔諾（Robert Brentano），76歲，美國歷史學家，專門研究中世紀的英格蘭和義大利。[74]
- 哈達·布魯克斯（Hadda Brooks），86歲，美國爵士歌手、鋼琴家和作曲家，被譽為“布吉女王”。[75]
- 阿米爾卡爾·德·卡斯特羅（Amílcar de Castro），82歲，巴西雕塑家，以鐵製品而聞名。[76]
- 26歲的墨西哥毒販、犯罪集團Los Zetas的創始人阿圖羅·古茲曼·德塞納（Arturo Guzmán Decena）被槍殺。
- 喬治·埃姆斯利，埃姆斯利男爵，82歲，蘇格蘭法官和終身同齡人。[77]
- 巴迪·凱伊（Buddy Kaye），84歲，美國詞曲作者、製作人和作家。[78]
- 高圓宮憲仁親王，47歲，日本王子，心臟病發作。

### 22日
- Parley Baer，88歲，美國廣播、電視和電影演員（《安迪·格裡菲斯秀》、《奧茲和哈麗特歷險記》、《亞當斯一家》），中風。[79]
- 瓊·巴克萊（Joan Barclay），88歲，美國女演員。[80]
- 拉法爾·甘-加諾維奇（Rafał Gan-Ganowicz），70歲，波蘭雇傭兵、記者和社會活動家，肺癌。
- 阿黛爾·傑根斯（Adele Jergens），84歲，美國女演員，肺炎。[81]
- Arne Mellnäs，69歲，瑞典作曲家。
- C. S. Nayudu，88歲，印度板球運動員。[82]
- 阿茲拉·庫雷希（Azra Quraishi），57歲，巴基斯坦植物學家。[83]
- 諾埃爾·雷格尼（Noël Regney），80歲，法國二戰老兵和詞曲作者，選擇疾病。[84]
- 西班牙的比阿特麗斯公主，93歲，西班牙貴族，國王阿方索十三世的女兒。[85]
- 杉山恒治，62歲，日本奧運摔跤手，心力衰竭。[86]

### 23日
- Erna Bogen-Bogáti，95歲，匈牙利奧運會擊劍運動員（1928年女子花劍，1932年女子花劍銅牌，1936年女子花劍）。[87]
- Boudewijn Büch，53歲，荷蘭作家、詩人和電視節目主持人，心臟驟停。[88]
- Maritie Carpentier，79歲，法國電視節目製片人。
- 傑基·蓋爾（Jackie Gayle），76歲，美國單口喜劇演員和演員。[89]
- 羅伯托·馬塔（Roberto Matta），91歲，智利藝術家。[90]
- 理查·莫爾（Richard Mohr），83歲，美國古典和歌劇音樂唱片製作人。[91]
- 比利·特拉維斯（Billy Travis），41歲，美國職業摔跤手，心臟病發作。

### 24日
- 布蘭科·丹古比奇，80歲，南斯拉夫和塞爾維亞奧運會標槍運動員（1952年夏季奧運會男子標槍）。[92]
- 諾埃爾·大衛斯（Noel Davis），75歲，英國電影和電視演員兼選角導演（梅林，紅人），肺氣腫。[93]
- 米哈伊爾·德維亞塔耶夫（Mikhail Devyatayev），85歲，蘇聯戰鬥機飛行員，二戰期間從納粹集中營逃脫。[94]
- 哈麗特·多爾（Harriet Doerr），92歲，美國作家。[95]
- 劉易斯·撒母耳·弗爾（Lewis Samuel Feuer），89歲，美國社會學家、哲學家、教授和作家。[96]
- 理查·拉撒路（Richard Lazarus），80歲，美國心理學家。[97]
- 菲力浦·梅格斯（Philip B. Meggs），60歲，美國平面設計師，白血病。[98]
- 约翰·罗尔斯（John Rawls），81歲，美國道德和政治哲學家。[99]
- 約翰·托西（John Tosi），88歲，美式足球運動員。[100]

### 25日
- 埃德·布利斯（Ed Bliss），90歲，美國廣播記者和新聞編輯。[101]
- 查理斯·張伯倫（Charles E. Chamberlain），85歲，美國政治家（美國密歇根州第六國會選區眾議員），心力衰竭。[102]
- 戈登·大衛森（Gordon Davidson），87歲，澳大利亞政治家（代表南澳大利亞州的澳大利亞參議院議員）。[103]
- 伍德羅·鐘斯（Woodrow W. Jones），88歲，美國政治家和法官。
- 第八代珀斯伯爵約翰·德拉蒙德（John Drummond），95歲，英國政治家和貴族。[104]
- 卡雷爾·賴斯（Karel Reisz），76歲，英國電影導演（《法國中尉的女人》《週六晚上和周日早晨》《賭徒》）。[105]
- 尤金·羅斯托（Eugene V. Rostow），89歲，美國法律學者和公務員。[106]
- Meta Vannas，78歲，愛沙尼亞蘇維埃政治家。

### 26日
- 弗蘭克·阿倫（Frank Allaun），89歲，英國政治家（1955年至1983年擔任索爾福德東區議會議員）。[107]
- Ruzha Delcheva，87歲，保加利亞女演員。
- 拉爾夫·恩格爾斯塔德（Ralph Engelstad），72歲，美國賭場高管（皇宮）。[108]
- 埃裡卡·赫爾姆克（Erika Helmke），96歲，德國舞臺和電影女演員。
- 伊莎貝爾·麥克勞克林（Isabel McLaughlin），99歲，加拿大畫家和慈善家。
- Polo Montañez，47歲，古巴歌手和詞曲作者，交通事故。[109]
- 凡爾納·溫切爾（Verne Winchell），87歲，美國企業高管，Denny's總裁兼首席執行官，心臟病發作。[110]

### 27日
- 比莉·伯德（Billie Bird），94歲，美國女演員（《十六支蠟燭》《歐內斯特拯救耶誕節》《小鬼當家》《鄧尼斯的威脅》），阿爾茨海默病。[111]
- 斯坦利·布萊克（Stanley Black），89歲，英國樂隊領隊、作曲家、指揮家和鋼琴家。[112]
- 勞倫斯·伯頓（Laurence J. Burton），76歲，美國政治家（美國猶他州第一國會選區眾議員）。[113]
- 喬治·克利斯蒂安（George Christian），75歲，美國記者，林登·詹森（Lyndon B. Johnson）總統的白宮新聞秘書。[114]
- 鮑勃·德勞爾（Bob deLauer），82歲，美國橄欖球運動員（南加州大學，克利夫蘭/洛杉磯公羊隊）。[115]
- 拉裡·杜蘭（Larry Duran），77歲，美國演員和特技演員。
- 埃德溫·梅赫姆（Edwin L. Mechem），90歲，美國政治家。
- 耶魯哈姆·梅舍爾（Yeruham Meshel），90歲，以色列工會領袖和政治家。[116]
- 沃爾夫岡·普雷斯（Wolfgang Preiss），92歲，德國戲劇、電影和電視演員。[117]
- Robert W. Straub，82歲，美國政治家，阿爾茨海默病。[118]
- Shivmangal Singh Suman，87歲，印度詩人，心臟病發作。

### 28日
- Melih Cevdet Anday，87歲，土耳其作家。
- Lennaert Nijgh，57歲，荷蘭作詞人，胃腸道出血。[119]
- 比利·皮爾森（Billy Pearson），美國騎師、電影演員和藝術品轉銷商。[120]
- 胡安·卡洛斯·迪亞斯·昆科塞斯，69歲，西班牙足球運動員。[121]

### 29日
- 達米安·科文頓（Damien Covington），29歲，美國橄欖球運動員（Buffalo Bills），在一次搶劫未遂中喪生。[122]
- 丹尼爾·蓋林，81歲，法國影視演員，腎衰竭。[123]
- 家永三郎，89歲，日本歷史學家。
- 約翰·賈斯汀（John Justin），85歲，英國舞臺和電影演員。[124]
- 大衛·韋斯（David Weiss），93歲，美國小說家（《赤裸裸的我》）。[125]

### 30日
- 艾倫·阿什曼（Alan Ashman），74歲，英國足球運動員。
- Charles E. Dibble，93歲，美國學者、人類學家、語言學家和前哥倫布時期中美洲文化學者。[126]
- 平井康三郎，92歲，日本作曲家和音樂教授。
- Oddrunn Pettersen，65歲，挪威工黨政治家。[127]
- 比爾·斯帕克斯（Bill Sparks），80歲，二戰期間的英國皇家海軍陸戰隊突擊隊員。[128]
- 摔跤先生，68歲，職業摔跤手，被稱為摔跤先生，心臟病發作。